# أل داربي
أل داربي (بالإنجليزية: Al Darby)‏ هو لاعب كرة قدم أمريكية أمريكي، ولد في 14 سبتمبر 1954 في ميامي في الولايات المتحدة.

## وصلات خارجية
- أل داربي على موقع مرجع كرة القدم المحترفة.كوم (الإنجليزية)
- أل داربي على موقع كلية كرة القدم في سبورتس رفرنس.كوم (الإنجليزية)